# AlUla Tour 2025
La 5.ª edición del AlUla Tour fue una carrera de ciclismo en ruta por etapas que se celebró entre el 28 de enero y el 1 de febrero de 2025 en Arabia Saudita.
La carrera formó parte del UCI Asia Tour 2025, calendario ciclístico de los Circuitos Continentales UCI, dentro de la categoría 2.1. El vencedor fue el británico Thomas Pidcock del Q36.5, quien estuvo acompañado en el podio por los noruegos del Uno-X Mobility Fredrik Dversnes y Johannes Kulset, segundo y tercer clasificado respectivamente.

## Equipos participantes
Tomaron parte en la carrera 17 equipos: 6 de categoría UCI WorldTeam, 7 de categoría UCI ProTeam, 3 de categoría Continental y selección nacional de Arabia Saudita. Formaron así un pelotón de 118 ciclistas de los que terminaron 106. Los equipos participantes fueron:
| WorldTeams (6)- Team Jayco AlUla - Soudal Quick-Step - UAE Team Emirates XRG - Team Picnic-PostNL - Bahrain-Victorious - XDS Astana Team ProTeams (7)- Q36.5 Pro Cycling Team - Tudor Pro Cycling Team - Uno-X Mobility - Equipo Kern Pharma - Team TotalEnergies - Caja Rural-Seguros RGA - Wagner Bazin WB Equipos continentales (3)- JCL Team Ukyo - Terengganu Cycling Team - Roojai Insurance Equipo nacional- Arabia Saudí |
| |

## Recorrido
El AlUla Tour dispuso de cinco etapas para un recorrido total de 791,5 kilómetros.
| Etapa     | Fecha     | Recorrido                                               | type            | Distancia (km) | Ganador          | Líder          |
| --------- | --------- | ------------------------------------------------------- | --------------- | -------------- | ---------------- | -------------- |
| 1.ª etapa | 28 de ene | Al Manshiyah Train Station – Al Manshiyah Train Station | etapa llana     | 142,7          | Tim Merlier      | Tim Merlier    |
| 2.ª etapa | 29 de ene | AlUla Old Town – Bir Jaydah Mountain Wirkah             | etapa escarpada | 157,7          | Thomas Pidcock   | Thomas Pidcock |
| 3.ª etapa | 30 de ene | Hegra – Tayma Fort                                      | etapa llana     | 180,6          | Tim Merlier      | Thomas Pidcock |
| 4.ª etapa | 31 de ene | Maraya – Skyviews of Harrat Uwayrid                     | etapa escarpada | 140,9          | Thomas Pidcock   | Thomas Pidcock |
| 5.ª etapa | 1 de feb  | AlUla Camel Cup Track – AlUla Camel Cup Track           | etapa llana     | 169,6          | Matteo Moschetti | Thomas Pidcock |

## Desarrollo de la carrera

### 1.ª etapa
| Al Manshiyah Train Station - Al Manshiyah Train Station | etapa llana | (142,7 km) |

| \| Clasificación de la etapa \| Clasificación de la etapa \| Clasificación de la etapa \| Clasificación de la etapa \| Clasificación de la etapa \| \| Ciclista \| Ciclista \| Equipo \| Tiempo \| \| \| ------------------------- \| ------------------------- \| ------------------------- \| ------------------------- \| ------------------------- \| \| 1.º \| Tim Merlier \| Soudal Quick-Step \| 3 h 10 min 21 s \| \| \| 2.º \| Juan Sebastián Molano \| UAE Team Emirates XRG \| + 0 s \| \| \| 3.º \| Maikel Zijlaard \| Tudor Pro Cycling Team \| + 0 s \| \| \| 4.º \| Matteo Moschetti \| Q36.5 Pro Cycling Team \| + 0 s \| \| \| 5.º \| Dylan Groenewegen \| Team Jayco AlUla \| + 0 s \| \| \| 6.º \| Max Walscheid \| Team Jayco AlUla \| + 0 s \| \| \| 7.º \| Pierre Barbier \| Wagner Bazin WB \| + 0 s \| \| \| 8.º \| Alberto Bruttomesso \| Bahrain Victorious \| + 0 s \| \| \| 9.º \| Sasha Weemaes \| Wagner Bazin WB \| + 0 s \| \| \| 10.º \| Andrea d' Amato \| JCLTeam Ukyo \| + 0 s \| \| |                       |                        |                 |
| |                       |                        |                 |
| |                       |                        |                 |
| Clasificación de la etapa |                       |                        |                 |
| Ciclista | Ciclista              | Equipo                 | Tiempo          |
| 1.º | Tim Merlier           | Soudal Quick-Step      | 3 h 10 min 21 s |
| 2.º | Juan Sebastián Molano | UAE Team Emirates XRG  | + 0 s           |
| 3.º | Maikel Zijlaard       | Tudor Pro Cycling Team | + 0 s           |
| 4.º | Matteo Moschetti      | Q36.5 Pro Cycling Team | + 0 s           |
| 5.º | Dylan Groenewegen     | Team Jayco AlUla       | + 0 s           |
| 6.º | Max Walscheid         | Team Jayco AlUla       | + 0 s           |
| 7.º | Pierre Barbier        | Wagner Bazin WB        | + 0 s           |
| 8.º | Alberto Bruttomesso   | Bahrain Victorious     | + 0 s           |
| 9.º | Sasha Weemaes         | Wagner Bazin WB        | + 0 s           |
| 10.º | Andrea d' Amato       | JCLTeam Ukyo           | + 0 s           |

| \| Clasificación general \| Clasificación general \| Clasificación general \| Clasificación general \| Clasificación general \| \| Ciclista \| Ciclista \| Equipo \| Tiempo \| \| \| --------------------- \| --------------------- \| ---------------------- \| --------------------- \| --------------------- \| \| 1.º \| Tim Merlier \| Soudal Quick-Step \| 31 h 41 min 51 s \| \| \| 2.º \| Juan Sebastián Molano \| UAE Team Emirates XRG \| + 4 s \| \| \| 3.º \| Maikel Zijlaard \| Tudor Pro Cycling Team \| + 6 s \| \| \| 4.º \| Fredrik Dversnes \| Uno-X Mobility \| + 7 s \| \| \| 5.º \| Jens Reynders \| Wagner Bazin WB \| + 8 s \| \| \| 6.º \| Frank van den Broek \| Team Picnic-PostNL \| + 9 s \| \| \| 7.º \| Matteo Moschetti \| Q36.5 Pro Cycling Team \| + 10 s \| \| \| 8.º \| Dylan Groenewegen \| Team Jayco AlUla \| + 10 s \| \| \| 9.º \| Max Walscheid \| Team Jayco AlUla \| + 10 s \| \| \| 10.º \| Pierre Barbier \| Wagner Bazin WB \| + 10 s \| \| |                       |                        |                  |
| |                       |                        |                  |
| |                       |                        |                  |
| Clasificación general |                       |                        |                  |
| Ciclista | Ciclista              | Equipo                 | Tiempo           |
| 1.º | Tim Merlier           | Soudal Quick-Step      | 31 h 41 min 51 s |
| 2.º | Juan Sebastián Molano | UAE Team Emirates XRG  | + 4 s            |
| 3.º | Maikel Zijlaard       | Tudor Pro Cycling Team | + 6 s            |
| 4.º | Fredrik Dversnes      | Uno-X Mobility         | + 7 s            |
| 5.º | Jens Reynders         | Wagner Bazin WB        | + 8 s            |
| 6.º | Frank van den Broek   | Team Picnic-PostNL     | + 9 s            |
| 7.º | Matteo Moschetti      | Q36.5 Pro Cycling Team | + 10 s           |
| 8.º | Dylan Groenewegen     | Team Jayco AlUla       | + 10 s           |
| 9.º | Max Walscheid         | Team Jayco AlUla       | + 10 s           |
| 10.º | Pierre Barbier        | Wagner Bazin WB        | + 10 s           |

### 2.ª etapa
| AlUla Old Town - Bir Jaydah Mountain Wirkah | etapa escarpada | (157,7 km) |

| \| Clasificación de la etapa \| Clasificación de la etapa \| Clasificación de la etapa \| Clasificación de la etapa \| Clasificación de la etapa \| \| Ciclista \| Ciclista \| Equipo \| Tiempo \| \| \| ------------------------- \| ------------------------- \| ------------------------- \| ------------------------- \| ------------------------- \| \| 1.º \| Thomas Pidcock \| Q36.5 Pro Cycling Team \| 3 h 18 min 15 s \| \| \| 2.º \| Rainer Kepplinger \| Bahrain Victorious \| + 4 s \| \| \| 3.º \| Alan Hatherly \| Team Jayco AlUla \| + 7 s \| \| \| 4.º \| Edward Dunbar \| Team Jayco AlUla \| + 18 s \| \| \| 5.º \| Stefan de Bod \| Terengganu Cycling Team \| + 21 s \| \| \| 6.º \| Fredrik Dversnes \| Uno-X Mobility \| + 27 s \| \| \| 7.º \| Yannis Voisard \| Tudor Pro Cycling Team \| + 27 s \| \| \| 8.º \| Rafał Majka \| UAE Team Emirates XRG \| + 27 s \| \| \| 9.º \| Hugo Aznar \| Equipo Kern Pharma \| + 30 s \| \| \| 10.º \| Alessandro Fancellu \| JCLTeam Ukyo \| + 34 s \| \| |                     |                         |                 |
| |                     |                         |                 |
| |                     |                         |                 |
| Clasificación de la etapa |                     |                         |                 |
| Ciclista | Ciclista            | Equipo                  | Tiempo          |
| 1.º | Thomas Pidcock      | Q36.5 Pro Cycling Team  | 3 h 18 min 15 s |
| 2.º | Rainer Kepplinger   | Bahrain Victorious      | + 4 s           |
| 3.º | Alan Hatherly       | Team Jayco AlUla        | + 7 s           |
| 4.º | Edward Dunbar       | Team Jayco AlUla        | + 18 s          |
| 5.º | Stefan de Bod       | Terengganu Cycling Team | + 21 s          |
| 6.º | Fredrik Dversnes    | Uno-X Mobility          | + 27 s          |
| 7.º | Yannis Voisard      | Tudor Pro Cycling Team  | + 27 s          |
| 8.º | Rafał Majka         | UAE Team Emirates XRG   | + 27 s          |
| 9.º | Hugo Aznar          | Equipo Kern Pharma      | + 30 s          |
| 10.º | Alessandro Fancellu | JCLTeam Ukyo            | + 34 s          |

| \| Clasificación general \| Clasificación general \| Clasificación general \| Clasificación general \| Clasificación general \| \| Ciclista \| Ciclista \| Equipo \| Tiempo \| \| \| --------------------- \| --------------------- \| ----------------------- \| --------------------- \| --------------------- \| \| 1.º \| Thomas Pidcock \| Q36.5 Pro Cycling Team \| 6 h 28 min 26 s \| \| \| 2.º \| Rainer Kepplinger \| Bahrain Victorious \| + 8 s \| \| \| 3.º \| Alan Hatherly \| Team Jayco AlUla \| + 13 s \| \| \| 4.º \| Edward Dunbar \| Team Jayco AlUla \| + 28 s \| \| \| 5.º \| Stefan de Bod \| Terengganu Cycling Team \| + 31 s \| \| \| 6.º \| Fredrik Dversnes \| Uno-X Mobility \| + 34 s \| \| \| 7.º \| Yannis Voisard \| Tudor Pro Cycling Team \| + 37 s \| \| \| 8.º \| Ådne Holter \| Uno-X Mobility \| + 44 s \| \| \| 9.º \| Frank van den Broek \| Team Picnic-PostNL \| + 48 s \| \| \| 10.º \| Unai Iribar \| Equipo Kern Pharma \| + 50 s \| \| |                     |                         |                 |
| |                     |                         |                 |
| |                     |                         |                 |
| Clasificación general |                     |                         |                 |
| Ciclista | Ciclista            | Equipo                  | Tiempo          |
| 1.º | Thomas Pidcock      | Q36.5 Pro Cycling Team  | 6 h 28 min 26 s |
| 2.º | Rainer Kepplinger   | Bahrain Victorious      | + 8 s           |
| 3.º | Alan Hatherly       | Team Jayco AlUla        | + 13 s          |
| 4.º | Edward Dunbar       | Team Jayco AlUla        | + 28 s          |
| 5.º | Stefan de Bod       | Terengganu Cycling Team | + 31 s          |
| 6.º | Fredrik Dversnes    | Uno-X Mobility          | + 34 s          |
| 7.º | Yannis Voisard      | Tudor Pro Cycling Team  | + 37 s          |
| 8.º | Ådne Holter         | Uno-X Mobility          | + 44 s          |
| 9.º | Frank van den Broek | Team Picnic-PostNL      | + 48 s          |
| 10.º | Unai Iribar         | Equipo Kern Pharma      | + 50 s          |

### 3.ª etapa
| Hegra - Tayma Fort | etapa llana | (180,6 km) |

| \| Clasificación de la etapa \| Clasificación de la etapa \| Clasificación de la etapa \| Clasificación de la etapa \| Clasificación de la etapa \| \| Ciclista \| Ciclista \| Equipo \| Tiempo \| \| \| ------------------------- \| ------------------------- \| ------------------------- \| ------------------------- \| ------------------------- \| \| 1.º \| Tim Merlier \| Soudal Quick-Step \| 4 h 16 min 23 s \| \| \| 2.º \| Dylan Groenewegen \| Team Jayco AlUla \| + 0 s \| \| \| 3.º \| Juan Sebastián Molano \| UAE Team Emirates XRG \| + 0 s \| \| \| 4.º \| Matteo Moschetti \| Q36.5 Pro Cycling Team \| + 0 s \| \| \| 5.º \| Pierre Barbier \| Wagner Bazin WB \| + 0 s \| \| \| 6.º \| Marc Brustenga \| Equipo Kern Pharma \| + 0 s \| \| \| 7.º \| Yevgueni Fiodorov \| XDS Astana Team \| + 0 s \| \| \| 8.º \| Florian Dauphin \| Team TotalEnergies \| + 0 s \| \| \| 9.º \| Alberto Bruttomesso \| Bahrain Victorious \| + 0 s \| \| \| 10.º \| Sebastian Kolze Changizi \| Tudor Pro Cycling Team \| + 0 s \| \| |                          |                        |                 |
| |                          |                        |                 |
| |                          |                        |                 |
| Clasificación de la etapa |                          |                        |                 |
| Ciclista | Ciclista                 | Equipo                 | Tiempo          |
| 1.º | Tim Merlier              | Soudal Quick-Step      | 4 h 16 min 23 s |
| 2.º | Dylan Groenewegen        | Team Jayco AlUla       | + 0 s           |
| 3.º | Juan Sebastián Molano    | UAE Team Emirates XRG  | + 0 s           |
| 4.º | Matteo Moschetti         | Q36.5 Pro Cycling Team | + 0 s           |
| 5.º | Pierre Barbier           | Wagner Bazin WB        | + 0 s           |
| 6.º | Marc Brustenga           | Equipo Kern Pharma     | + 0 s           |
| 7.º | Yevgueni Fiodorov        | XDS Astana Team        | + 0 s           |
| 8.º | Florian Dauphin          | Team TotalEnergies     | + 0 s           |
| 9.º | Alberto Bruttomesso      | Bahrain Victorious     | + 0 s           |
| 10.º | Sebastian Kolze Changizi | Tudor Pro Cycling Team | + 0 s           |

| \| Clasificación general \| Clasificación general \| Clasificación general \| Clasificación general \| Clasificación general \| \| Ciclista \| Ciclista \| Equipo \| Tiempo \| \| \| --------------------- \| --------------------- \| ---------------------- \| --------------------- \| --------------------- \| \| 1.º \| Thomas Pidcock \| Q36.5 Pro Cycling Team \| 10 h 44 min 49 s \| \| \| 2.º \| Rainer Kepplinger \| Bahrain Victorious \| + 8 s \| \| \| 3.º \| Alan Hatherly \| Team Jayco AlUla \| + 13 s \| \| \| 4.º \| Fredrik Dversnes \| Uno-X Mobility \| + 34 s \| \| \| 5.º \| Yannis Voisard \| Tudor Pro Cycling Team \| + 37 s \| \| \| 6.º \| Ådne Holter \| Uno-X Mobility \| + 44 s \| \| \| 7.º \| Frank van den Broek \| Team Picnic-PostNL \| + 48 s \| \| \| 8.º \| Calum Johnston \| Caja Rural-Seguros RGA \| + 50 s \| \| \| 9.º \| Max van der Meulen \| Bahrain Victorious \| + 50 s \| \| \| 10.º \| Johannes Kulset \| Uno-X Mobility \| + 50 s \| \| |                     |                        |                  |
| |                     |                        |                  |
| |                     |                        |                  |
| Clasificación general |                     |                        |                  |
| Ciclista | Ciclista            | Equipo                 | Tiempo           |
| 1.º | Thomas Pidcock      | Q36.5 Pro Cycling Team | 10 h 44 min 49 s |
| 2.º | Rainer Kepplinger   | Bahrain Victorious     | + 8 s            |
| 3.º | Alan Hatherly       | Team Jayco AlUla       | + 13 s           |
| 4.º | Fredrik Dversnes    | Uno-X Mobility         | + 34 s           |
| 5.º | Yannis Voisard      | Tudor Pro Cycling Team | + 37 s           |
| 6.º | Ådne Holter         | Uno-X Mobility         | + 44 s           |
| 7.º | Frank van den Broek | Team Picnic-PostNL     | + 48 s           |
| 8.º | Calum Johnston      | Caja Rural-Seguros RGA | + 50 s           |
| 9.º | Max van der Meulen  | Bahrain Victorious     | + 50 s           |
| 10.º | Johannes Kulset     | Uno-X Mobility         | + 50 s           |

### 4.ª etapa
| Maraya - Skyviews of Harrat Uwayrid | etapa escarpada | (140,9 km) |

| \| Clasificación de la etapa \| Clasificación de la etapa \| Clasificación de la etapa \| Clasificación de la etapa \| Clasificación de la etapa \| \| Ciclista \| Ciclista \| Equipo \| Tiempo \| \| \| ------------------------- \| ------------------------- \| --------------------------- \| ------------------------- \| ------------------------- \| \| 1.º \| Thomas Pidcock \| Q36.5 Pro Cycling Team \| 3 h 09 min 46 s \| \| \| 2.º \| Alan Hatherly \| Team Jayco AlUla \| + 12 s \| \| \| 3.º \| Rainer Kepplinger \| Bahrain Victorious \| + 12 s \| \| \| 4.º \| Johannes Kulset \| Uno-X Mobility \| + 12 s \| \| \| 5.º \| Edward Dunbar \| Team Jayco AlUla \| + 16 s \| \| \| 6.º \| Thomas Pesenti \| Soudal Quick-Step Devo Team \| + 24 s \| \| \| 7.º \| Xabier Mikel Azparren \| Q36.5 Pro Cycling Team \| + 24 s \| \| \| 8.º \| Alessandro Fancellu \| JCLTeam Ukyo \| + 24 s \| \| \| 9.º \| Joris Delbove \| Team TotalEnergies \| + 24 s \| \| \| 10.º \| Max van der Meulen \| Bahrain Victorious \| + 24 s \| \| |                       |                             |                 |
| |                       |                             |                 |
| |                       |                             |                 |
| Clasificación de la etapa |                       |                             |                 |
| Ciclista | Ciclista              | Equipo                      | Tiempo          |
| 1.º | Thomas Pidcock        | Q36.5 Pro Cycling Team      | 3 h 09 min 46 s |
| 2.º | Alan Hatherly         | Team Jayco AlUla            | + 12 s          |
| 3.º | Rainer Kepplinger     | Bahrain Victorious          | + 12 s          |
| 4.º | Johannes Kulset       | Uno-X Mobility              | + 12 s          |
| 5.º | Edward Dunbar         | Team Jayco AlUla            | + 16 s          |
| 6.º | Thomas Pesenti        | Soudal Quick-Step Devo Team | + 24 s          |
| 7.º | Xabier Mikel Azparren | Q36.5 Pro Cycling Team      | + 24 s          |
| 8.º | Alessandro Fancellu   | JCLTeam Ukyo                | + 24 s          |
| 9.º | Joris Delbove         | Team TotalEnergies          | + 24 s          |
| 10.º | Max van der Meulen    | Bahrain Victorious          | + 24 s          |

| \| Clasificación general \| Clasificación general \| Clasificación general \| Clasificación general \| Clasificación general \| \| Ciclista \| Ciclista \| Equipo \| Tiempo \| \| \| --------------------- \| --------------------- \| ---------------------- \| --------------------- \| --------------------- \| \| 1.º \| Thomas Pidcock \| Q36.5 Pro Cycling Team \| 13 h 54 min 22 s \| \| \| 2.º \| Rainer Kepplinger \| Bahrain Victorious \| + 29 s \| \| \| 3.º \| Alan Hatherly \| Team Jayco AlUla \| + 32 s \| \| \| 4.º \| Fredrik Dversnes \| Uno-X Mobility \| + 1 min 11 s \| \| \| 5.º \| Johannes Kulset \| Uno-X Mobility \| + 1 min 13 s \| \| \| 6.º \| Yannis Voisard \| Tudor Pro Cycling Team \| + 1 min 14 s \| \| \| 7.º \| Ådne Holter \| Uno-X Mobility \| + 1 min 21 s \| \| \| 8.º \| Frank van den Broek \| Team Picnic-PostNL \| + 1 min 25 s \| \| \| 9.º \| Max van der Meulen \| Bahrain Victorious \| + 1 min 27 s \| \| \| 10.º \| Alessandro Fancellu \| JCLTeam Ukyo \| + 1 min 38 s \| \| |                     |                        |                  |
| |                     |                        |                  |
| |                     |                        |                  |
| Clasificación general |                     |                        |                  |
| Ciclista | Ciclista            | Equipo                 | Tiempo           |
| 1.º | Thomas Pidcock      | Q36.5 Pro Cycling Team | 13 h 54 min 22 s |
| 2.º | Rainer Kepplinger   | Bahrain Victorious     | + 29 s           |
| 3.º | Alan Hatherly       | Team Jayco AlUla       | + 32 s           |
| 4.º | Fredrik Dversnes    | Uno-X Mobility         | + 1 min 11 s     |
| 5.º | Johannes Kulset     | Uno-X Mobility         | + 1 min 13 s     |
| 6.º | Yannis Voisard      | Tudor Pro Cycling Team | + 1 min 14 s     |
| 7.º | Ådne Holter         | Uno-X Mobility         | + 1 min 21 s     |
| 8.º | Frank van den Broek | Team Picnic-PostNL     | + 1 min 25 s     |
| 9.º | Max van der Meulen  | Bahrain Victorious     | + 1 min 27 s     |
| 10.º | Alessandro Fancellu | JCLTeam Ukyo           | + 1 min 38 s     |

### 5.ª etapa
| AlUla Camel Cup Track - AlUla Camel Cup Track | etapa llana | (169,6 km) |

| \| Clasificación de la etapa \| Clasificación de la etapa \| Clasificación de la etapa \| Clasificación de la etapa \| Clasificación de la etapa \| \| Ciclista \| Ciclista \| Equipo \| Tiempo \| \| \| ------------------------- \| ------------------------- \| ------------------------- \| ------------------------- \| ------------------------- \| \| 1.º \| Matteo Moschetti \| Q36.5 Pro Cycling Team \| 3 h 32 min 00 s \| \| \| 2.º \| Dylan Groenewegen \| Team Jayco AlUla \| + 0 s \| \| \| 3.º \| Juan Sebastián Molano \| UAE Team Emirates XRG \| + 0 s \| \| \| 4.º \| Alexander Kristoff \| Uno-X Mobility \| + 0 s \| \| \| 5.º \| Yevgueni Fiodorov \| XDS Astana Team \| + 0 s \| \| \| 6.º \| Florian Dauphin \| Team TotalEnergies \| + 0 s \| \| \| 7.º \| Arvid de Kleijn \| Tudor Pro Cycling Team \| + 0 s \| \| \| 8.º \| Alberto Bruttomesso \| Bahrain Victorious \| + 0 s \| \| \| 9.º \| Sasha Weemaes \| Wagner Bazin WB \| + 0 s \| \| \| 10.º \| Marc Brustenga \| Equipo Kern Pharma \| + 0 s \| \| |                       |                        |                 |
| |                       |                        |                 |
| |                       |                        |                 |
| Clasificación de la etapa |                       |                        |                 |
| Ciclista | Ciclista              | Equipo                 | Tiempo          |
| 1.º | Matteo Moschetti      | Q36.5 Pro Cycling Team | 3 h 32 min 00 s |
| 2.º | Dylan Groenewegen     | Team Jayco AlUla       | + 0 s           |
| 3.º | Juan Sebastián Molano | UAE Team Emirates XRG  | + 0 s           |
| 4.º | Alexander Kristoff    | Uno-X Mobility         | + 0 s           |
| 5.º | Yevgueni Fiodorov     | XDS Astana Team        | + 0 s           |
| 6.º | Florian Dauphin       | Team TotalEnergies     | + 0 s           |
| 7.º | Arvid de Kleijn       | Tudor Pro Cycling Team | + 0 s           |
| 8.º | Alberto Bruttomesso   | Bahrain Victorious     | + 0 s           |
| 9.º | Sasha Weemaes         | Wagner Bazin WB        | + 0 s           |
| 10.º | Marc Brustenga        | Equipo Kern Pharma     | + 0 s           |

## Clasificaciones finales
- Las clasificaciones finalizaron de la siguiente forma:[3]

### Clasificación general
| \| Clasificación general \| Clasificación general \| Clasificación general \| Clasificación general \| Clasificación general \| \| Ciclista \| Ciclista \| Equipo \| Tiempo \| \| \| --------------------- \| --------------------- \| ---------------------- \| --------------------- \| --------------------- \| \| 1.º \| Thomas Pidcock \| Q36.5 Pro Cycling Team \| 17 h 26 min 25 s \| \| \| 2.º \| Fredrik Dversnes \| Uno-X Mobility \| + 1 min 09 s \| \| \| 3.º \| Johannes Kulset \| Uno-X Mobility \| + 1 min 12 s \| \| \| 4.º \| Ådne Holter \| Uno-X Mobility \| + 1 min 22 s \| \| \| 5.º \| Rainer Kepplinger \| Bahrain Victorious \| + 1 min 23 s \| \| \| 6.º \| Alan Hatherly \| Team Jayco AlUla \| + 1 min 26 s \| \| \| 7.º \| Frank van den Broek \| Team Picnic-PostNL \| + 1 min 26 s \| \| \| 8.º \| Alessandro Fancellu \| JCLTeam Ukyo \| + 1 min 39 s \| \| \| 9.º \| Diego Uriarte \| Equipo Kern Pharma \| + 1 min 51 s \| \| \| 10.º \| Jordan Jegat \| Team TotalEnergies \| + 1 min 58 s \| \| |                     |                        |                  |
| |                     |                        |                  |
| |                     |                        |                  |
| Clasificación general |                     |                        |                  |
| Ciclista | Ciclista            | Equipo                 | Tiempo           |
| 1.º | Thomas Pidcock      | Q36.5 Pro Cycling Team | 17 h 26 min 25 s |
| 2.º | Fredrik Dversnes    | Uno-X Mobility         | + 1 min 09 s     |
| 3.º | Johannes Kulset     | Uno-X Mobility         | + 1 min 12 s     |
| 4.º | Ådne Holter         | Uno-X Mobility         | + 1 min 22 s     |
| 5.º | Rainer Kepplinger   | Bahrain Victorious     | + 1 min 23 s     |
| 6.º | Alan Hatherly       | Team Jayco AlUla       | + 1 min 26 s     |
| 7.º | Frank van den Broek | Team Picnic-PostNL     | + 1 min 26 s     |
| 8.º | Alessandro Fancellu | JCLTeam Ukyo           | + 1 min 39 s     |
| 9.º | Diego Uriarte       | Equipo Kern Pharma     | + 1 min 51 s     |
| 10.º | Jordan Jegat        | Team TotalEnergies     | + 1 min 58 s     |

### Clasificación de los puntos
| Clasificación por puntos | Clasificación por puntos | Clasificación por puntos | Clasificación por puntos | Clasificación por puntos |
| Ciclista                 | Ciclista                 | Equipo                   | Puntos                   |                          |
| ------------------------ | ------------------------ | ------------------------ | ------------------------ | ------------------------ |
| 1.º                      | Thomas Pidcock           | Q36.5 Pro Cycling Team   | 30 pts                   |                          |
| 2.º                      | Tim Merlier              | Soudal Quick-Step        | 30 pts                   |                          |
| 3.º                      | Juan Sebastián Molano    | UAE Team Emirates XRG    | 30 pts                   |                          |
| 4.º                      | Dylan Groenewegen        | Team Jayco AlUla         | 30 pts                   |                          |
| 5.º                      | Matteo Moschetti         | Q36.5 Pro Cycling Team   | 29 pts                   |                          |

### Clasificación de los jóvenes
| Clasificación del mejor joven | Clasificación del mejor joven | Clasificación del mejor joven | Clasificación del mejor joven | Clasificación del mejor joven |
| Ciclista                      | Ciclista                      | Equipo                        | Tiempo                        |                               |
| ----------------------------- | ----------------------------- | ----------------------------- | ----------------------------- | ----------------------------- |
| 1.º                           | Johannes Kulset               | Uno-X Mobility                | 17 h 27 min 37 s              |                               |
| 2.º                           | Ådne Holter                   | Uno-X Mobility                | + 10 s                        |                               |
| 3.º                           | Frank van den Broek           | Team Picnic-PostNL            | + 14 s                        |                               |
| 4.º                           | Alessandro Fancellu           | JCLTeam Ukyo                  | + 27 s                        |                               |
| 5.º                           | Diego Uriarte                 | Equipo Kern Pharma            | + 39 s                        |                               |

### Clasificación por equipos
| Clasificación por equipos | Clasificación por equipos | Clasificación por equipos | Clasificación por equipos |
| Equipo                    | Equipo                    | Tiempo                    |                           |
| ------------------------- | ------------------------- | ------------------------- | ------------------------- |
| 1.º                       | Uno-X Mobility            | 52 h 23 min 04 s          |                           |
| 2.º                       | Bahrain-Victorious        | + 2 min 26 s              |                           |
| 3.º                       | Equipo Kern Pharma        | + 2 min 26 s              |                           |
| 4.º                       | UAE Team Emirates XRG     | + 2 min 27 s              |                           |
| 5.º                       | Team TotalEnergies        | + 4 min 05 s              |                           |

## Evolución de las clasificaciones
| Etapa                   |                         | Ganador _        | Clasificación general | Puntos         | Jóvenes         | Equipo _         |
| ----------------------- | ----------------------- | ---------------- | --------------------- | -------------- | --------------- | ---------------- |
| 1.ª etapa               | etapa llana             | Tim Merlier      | Tim Merlier           | Tim Merlier    | Tim Merlier     | Team Jayco AlUla |
| 2.ª etapa               | etapa escarpada         | Thomas Pidcock   | Thomas Pidcock        | Thomas Pidcock | Ådne Holter     | Uno-X Mobility   |
| 3.ª etapa               | etapa llana             | Tim Merlier      | Thomas Pidcock        | Tim Merlier    | Ådne Holter     | Uno-X Mobility   |
| 4.ª etapa               | etapa escarpada         | Thomas Pidcock   | Thomas Pidcock        | Thomas Pidcock | Johannes Kulset | Uno-X Mobility   |
| 5.ª etapa               | etapa llana             | Matteo Moschetti | Thomas Pidcock        | Thomas Pidcock | Johannes Kulset | Uno-X Mobility   |
| Clasificaciones finales | Clasificaciones finales |                  | Thomas Pidcock        | Thomas Pidcock | Johannes Kulset | Uno-X Mobility   |

## Ciclistas participantes y posiciones finales
Convenciones:
- AB-N: Abandono en la etapa "N"
- FLT-N: Retiro por llegada fuera del límite de tiempo en la etapa "N"
- NTS-N: No tomó la salida para la etapa "N"
- DES-N: Descalificado o expulsado en la etapa "N"

## UCI World Ranking
El AlUla Tour otorgó puntos para el UCI World Ranking para corredores de los equipos en las categorías UCI WorldTeam, UCI ProTeam y Continental. Las siguientes tablas son el baremo de puntuación y los diez corredores que obtuvieron más puntos:
| Posición              | 1.º | 2.º | 3.º | 4.º | 5.º | 6.º | 7.º | 8.º | 9.º | 10.º | 11.º | 12.º | 13.º-15.º | 16.º-25.º |
| Clasificación general | 125 | 85  | 70  | 60  | 50  | 40  | 35  | 30  | 25  | 20   | 15   | 10   | 5         | 3         |
| Por etapa             | 14  | 5   | 3   |     |     |     |     |     |     |      |      |      |           |           |
| Líder                 | 3   |     |     |     |     |     |     |     |     |      |      |      |           |           |

| Clasificación |                     |                    |         |       |       |       |
| Posición      | Ciclista            | Equipo             | General | Etapa | Líder | Total |
| ------------- | ------------------- | ------------------ | ------- | ----- | ----- | ----- |
| 1.º           | Thomas Pidcock      | Q36.5              | 125     | 28    | 9     | 162   |
| 2.º           | Fredrik Dversnes    | Uno-X Mobility     | 85      | -     | -     | 85    |
| 3.º           | Johannes Kulset     | Uno-X Mobility     | 70      | -     | -     | 70    |
| 4.º           | Ådne Holter         | Uno-X Mobility     | 60      | -     | -     | 60    |
| 5.º           | Rainer Kepplinger   | Bahrain Victorious | 50      | 8     | -     | 58    |
| 6.º           | Alan Hatherly       | Jayco AlUla        | 40      | 8     | -     | 48    |
| 7.º           | Frank van den Broek | Picnic PostNL      | 35      | -     | -     | 35    |
| 8.º           | Tim Merlier         | Soudal Quick-Step  | -       | 28    | 3     | 31    |
| 9.º           | Alessandro Fancellu | JCL Ukyo           | 30      | -     | -     | 30    |
| 10.º          | Diego Uriarte       | Kern Pharma        | 25      | -     | -     | 25    |